# Bandatge de Giemsa

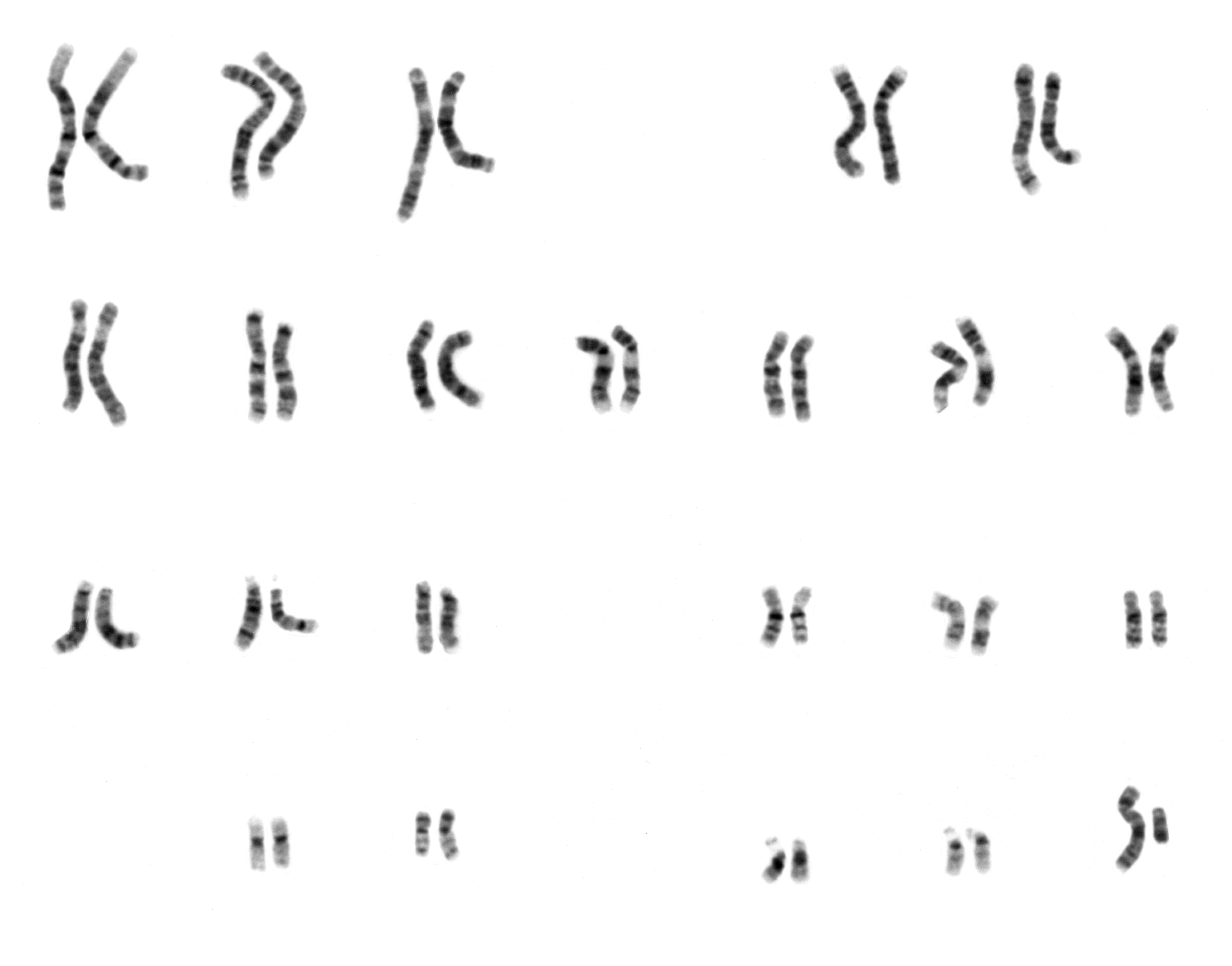
Bandatge de Giemsa

El bandatge de Giemsa o bandatge G és una tècnica utilitzada en citogenètica per produir un cariotip visible tenyint cromosomes condensats. És útil per identificar malalties genètiques mitjançant la representació fotogràfica de tot el complement cromosòmic. Els cromosomes en metafase es tracten amb tripsina (per digerir parcialment el cromosoma) i es tenyeixen amb la tinció de Giemsa. Les regions heterocromàtiques, que tendeixen a ser riques en ADN d'adenina i timina (ric en AT) i relativament pobres en gens, es taquen més fosques en bandes G. En canvi, la cromatina menys condensada (eucromatina) —que acostuma a ser rica en guanina i citosina (ric en GC) i més activa transcripcionalment— incorpora menys tinció de Giemsa, i aquestes regions apareixen com a bandes lleugeres en bandes G. El patró de bandes es numera a cada braç del cromosoma des del centròmer fins al telòmer. Aquest sistema de numeració permet identificar i descriure amb precisió qualsevol banda del cromosoma. El revés de les bandes G s'obté amb el bandatge R. Les bandes es poden utilitzar per identificar anomalies cromosòmiques, com ara translocacions, perquè hi ha un patró únic de bandes clares i fosques per a cada cromosoma.
És difícil identificar i agrupar els cromosomes a partir d'una simple tinció perquè el color uniforme de les estructures dificulta la diferenciació entre els diferents cromosomes. Per tant, es van desenvolupar tècniques com el bandatge G que feien que apareguessin "bandes" als cromosomes. Aquestes bandes tenien la mateixa aparença als cromosomes homòlegs, per tant, la identificació es va fer més fàcil i precisa. Com menys condensats estan els cromosomes, més bandes apareixen quan es fa aquest bandatge. Això vol dir que els diferents cromosomes són més diferents en profase que no pas en metafase.